# Pachydactylus labialis
Pachydactylus labialis Fitzsimons, 1938 è un sauro della famiglia Gekkonidae, endemico del Sudafrica.

## Biologia

### Riproduzione
È una specie ovipara.

## Distribuzione e habitat
Pachydactylus labialis è endemico del Sudafrica. Il suo areale comprende la parte occidentale della provincia del Capo settentrionale e occidentale.